# Collet-de-Dèze
Collet-de-Dèze – miejscowość i gmina we Francji, w regionie Oksytania, w departamencie Lozère.
Według danych na rok 1990 gminę zamieszkiwały 634 osoby, a gęstość zaludnienia wynosiła 24 osoby/km² (wśród 1545 gmin Langwedocji-Roussillon Collet-de-Dèze plasuje się na 452. miejscu pod względem liczby ludności, natomiast pod względem powierzchni na miejscu 253.).

## Populacja

Populacja Collet-de-Dèze w latach 1962-2008